# Zofia Krzyżanowska (Sprawiedliwa Wśród Narodów Świata)
Zofia Krzyżanowska (ur. 6 czerwca 1935 w Bydgoszczy, zm. 19 września 2021 w Modlinie) – Polka wyróżniona tytułem Sprawiedliwej Wśród Narodów Świata i Krzyżem Komandorskim Orderu Odrodzenia Polski.

## Życiorys
Była córką Antoniego i Łucji Klimków. Po trzech latach w Bydgoszczy rodzina przeprowadziła się do Pruszkowa, do mieszkania nr 8 przy ul. Majowej 12.
W czasie II wojny światowej Zofia uczęszczała na tajne komplety. Ojciec był kierownikiem robót elektrycznych w nastawniach kolejowych. Bardzo dobrze posługiwał się niemieckim, co pozwoliło mu zdobyć informacje o planowanej likwidacji getta w Wołominie. Wraz z rodziną postanowił uratować Żydów. Od października 1940 do 1945 rodzina Klimków ukrywała na poddaszu kamienicy, w której mieszkała, Karola i Marię Berman z córką Ireną, żydowską rodzinę. Drugą – Sama (Stanisława), Ruth (Jadwigę) i Blimę (Barbarę) Jabłkowskich – Klimkowie wspierali podczas ukrywania się w pobliskim lesie oraz przechowywali we własnym mieszkaniu. Historię opisała w wydanej w Pruszkowie w 2016 książce Trzy imiona: Rutka, Jadzia, Rita Ruth Jabłkowska, znana później jako Rita Ross. Obie rodziny wyjechały z Polski w 1945.
Od 1967 Zofia mieszkała z mężem Czesławem w Modlinie-Twierdzy. Miała dwóch synów.
W 1991 Zofia wraz z ojcem i siostrą Heleną została odznaczona medalem Sprawiedliwy Wśród Narodów Świata. Uczestniczyła w spotkaniach edukacyjnych z młodzieżą polską i izraelską jako świadek historii.
W 2017 została odznaczona Krzyżem Komandorskim Orderu Odrodzenia Polski.
W 2018 jako jedna z ponad 50 przedstawicieli Polskiego Towarzystwa Sprawiedliwych wśród Narodów Świata podpisała apel skierowany do rządów, parlamentów i narodów Polski i Izraela w odpowiedzi na dyskusję wokół nowelizacji Ustawy o Instytucie Pamięci Narodowej – Komisji Ścigania Zbrodni Przeciwko Narodowi Polskiemu.
W 2019 odwiedziła Yad Vashem, gdzie na jednej z tablic w Ogrodzie Pamięci znajduje się nazwisko Klimków.